# Mark Farrell
Mark Farrell (Liverpool, 6 maggio 1953 – 28 novembre 2018) è stato un tennista britannico.

## Carriera
In carriera raggiunse nel singolare la 120ª posizione della classifica ATP. Nei tornei del Grande Slam ottenne il suo miglior risultato accedendo alla finale di doppio misto a Wimbledon nel 1974, in coppia con la connazionale Lesley Charles.
In Coppa Davis disputò una sola partita, ottenendo nell'occasione una vittoria.

## Statistiche

### Doppio

#### Finali perse (1)
| Numero | Anno             | Torneo                                | Superficie | Compagno   | Avversari in finale          | Punteggio |
| 1.     | 24 febbraio 1974 | Rothmans International London, Londra | Cemento    | John Lloyd | Ove Nils Bengtson Björn Borg | 6-7, 3-6  |

### Doppio misto

#### Finali perse (1)
| Numero | Anno | Torneo                      | Superficie | Compagna       | Avversari in finale            | Punteggio |
| 1.     | 1974 | Torneo di Wimbledon, Londra | Erba       | Lesley Charles | Billie Jean King Owen Davidson | 3-6, 7-9  |